# Tour del Mediterráneo 2013
La 40.ª edición del Tour del Mediterráneo tuvo lugar del 6 de febrero al 10 de febrero de 2013 con un recorrido de 519,2 km (en principio fueron 677,7 km pero la segunda etapa se anuló) entre Limoux y Grasse.
La carrera formó parte del UCI Europe Tour 2012-2013, dentro de la categoría 2.1.
El ganador final fue Thomas Lövkvist con el mismo tiempo del segundo clasificado Jean-Christophe Péraud (quien se hizo con la etapa reina). Completó el podio Francesco Reda.
En las clasificaciones secundarias se impusieron Théo Vimpère (montaña), Jürgen Roelandts (puntos), Diego Rosa (jóvenes) e IAM (equipos).

## Equipos participantes
Tomaron parte en la carrera 21 equipos: 10 equipos de categoría UCI ProTour; 9 de categoría Profesional Continental y 2 de categoría Continental. Formando así un pelotón de con 168 ciclistas aunque finalmente fueron 166 tras las bajas de última hora de Rein Taaramäe (Cofidis, Solutions Crédits) y Leonardo Duque (Colombia), con 8 corredores cada equipo (excepto los mencionados Cofidis, Solutions Crédits y Colombia que salieron con 7), de los que acabaron 100. Los equipos participantes fueron:
| N.º     | Equipo                           | Cód. UCI | Categoría               |
| ------- | -------------------------------- | -------- | ----------------------- |
| 1-8     | Team Europcar                    | EUC      | Profesional Continental |
| 11-18   | AG2R La Mondiale                 | ALM      | UCI ProTeam             |
| 21-28   | FDJ                              | FDJ      | UCI ProTeam             |
| 31-38   | Cofidis, Solutions Crédits       | COF      | Profesional Continental |
| 41-48   | BMC Racing                       | BMC      | UCI ProTeam             |
| 51-58   | RadioShack Leopard               | RLT      | UCI ProTeam             |
| 61-68   | Lotto Belisol                    | LTB      | UCI ProTeam             |
| 71-78   | Garmin Sharp                     | GRS      | UCI ProTeam             |
| 81-88   | Team Saxo-Tinkoff                | TST      | UCI ProTeam             |
| 91-98   | Blanco Pro Cycling Team          | BLA      | UCI ProTeam             |
| 101-108 | Euskaltel Euskadi                | EUS      | UCI ProTeam             |
| 111-118 | Vacansoleil-DCM Pro Cycling Team | VCD      | UCI ProTeam             |
| 121-128 | IAM Cycling                      | IAM      | Profesional Continental |
| 131-138 | CCC Polsat Polkowice             | CCC      | Profesional Continental |
| 141-148 | Sojasun                          | SOJ      | Profesional Continental |
| 151-158 | Accent Jobs-Wanty                | AJW      | Profesional Continental |
| 161-168 | La Pomme Marseille               | LPM      | Continental             |
| 171-178 | Colombia                         | COL      | Profesional Continental |
| 181-188 | Bretagne-Séché Environnement     | BSE      | Profesional Continental |
| 191-198 | BigMat-Auber 93                  | BIG      | Continental             |
| 201-208 | Androni Giocattoli               | AND      | Profesional Continental |

## Etapas
| Etapa     | Fecha         | Recorrido                        | km         | Ganador                | Líder           |
| --------- | ------------- | -------------------------------- | ---------- | ---------------------- | --------------- |
| 1.ª etapa | 6 de febrero  | Limoux-Gruissan                  | 146,5      | André Greipel          | André Greipel   |
| 2.ª etapa | 7 de febrero  | Cap d'Agde-Mont-Saint-Clair      | 24,3 (CRI) | Lars Boom              | Lars Boom       |
| 3.ª etapa | 8 de febrero  | L'Estaque-Saint-Rémy-de-Provence | 158,5      | Anulada                | Anulada         |
| 4.ª etapa | 9 de febrero  | Rousset-Toulon Mont Faron        | 151        | Jean-Christophe Péraud | Maxime Monfort  |
| 5.ª etapa | 10 de febrero | Bandol-Grasse                    | 197,4      | Jürgen Roelandts       | Thomas Lövkvist |

## Clasificaciones finales

### Clasificación general
| Posición | Ciclista               | Equipo             | Tiempo           |
| -------- | ---------------------- | ------------------ | ---------------- |
|          | Thomas Lövkvist        | IAM                | 12 h 27 min 24 s |
| 2        | Jean-Christophe Péraud | Ag2r La Mondiale   | m.t.             |
| 3        | Francesco Reda         | Androni Giocattoli | a 11 s           |
| 4        | Maxime Monfort         | RadioShack Leopard | a 16 s           |
| 5        | Nicolas Roche          | Saxo-Tinkoff       | a 20 s           |
| 6        | Bauke Mollema          | Blanco             | a 30 s           |
| 7        | Jürgen Roelandts       | Lotto Belisol      | a 41 s           |
| 8        | Gustav Larsson         | IAM                | a 50 s           |
| 9        | Alexandre Geniez       | FDJ                | m.t.             |
| 10       | Arthur Vichot          | FDJ                | a 1 min 06 s     |

### Clasificación de la montaña
| Posición | Ciclista               | Equipo           | Puntos |
| -------- | ---------------------- | ---------------- | ------ |
|          | Théo Vimpère           | BigMat-Auber 93  | 26     |
| 2        | Thibaut Pinot          | FDJ              | 12     |
| 3        | Jean-Christophe Péraud | Ag2r La Mondiale | 10     |

### Clasificación por puntos
| Posición | Ciclista         | Equipo             | Puntos |
| -------- | ---------------- | ------------------ | ------ |
|          | Jürgen Roelandts | Lotto-Belisol      | 44     |
| 2        | Francesco Reda   | Androni Giocattoli | 40     |
| 3        | Thomas Lövkvist  | IAM                | 37     |

### Clasificación de los jóvenes
| Posición | Ciclista     | Equipo             | Tiempo           |
| -------- | ------------ | ------------------ | ---------------- |
|          | Diego Rosa   | Androni Giocattoli | 12 h 29 min 28 s |
| 2        | Rudy Molard  | Cofidis            | a 47 s           |
| 3        | Ion Izagirre | Euskaltel Euskadi  | a 5 min 22 s     |

### Clasificación por equipos
| Posición | Equipo             | Tiempo           |
| -------- | ------------------ | ---------------- |
|          | IAM                | 37 h 24 min 23 s |
| 2        | Androni Giocattoli | a 2 min 43 s     |
| 3        | Ag2r La Mondiale   | a 3 min 19 s     |

## Evolución de las clasificaciones
| Etapa (Vencedor)                   | Clasificación general Maillot jaune | Clasificación por puntos Maillot vert | Clasificación de la montaña Maillot rouge | Clasificación de los jóvenes Maillot blanc | Clasificación por equipos |
| ---------------------------------- | ----------------------------------- | ------------------------------------- | ----------------------------------------- | ------------------------------------------ | ------------------------- |
| 1.ª etapa (André Greipel)          | André Greipel                       | André Greipel                         | Théo Vimpère                              | Matteo Pelucchi                            | Lotto Belisol             |
| 2.ª etapa (CRI) (Lars Boom)        | Lars Boom                           | Lars Boom                             | Théo Vimpère                              | Bob Jungels                                | RadioShack Leopard        |
| 3.ª etapa (anulada)                | Lars Boom                           | Lars Boom                             | Théo Vimpère                              | Bob Jungels                                | RadioShack Leopard        |
| 4.ª etapa (Jean-Christophe Péraud) | Maxime Monfort                      | Thomas Lövkvist                       | Théo Vimpère                              | Ion Izagirre                               | FDJ                       |
| 5.ª etapa (Jürgen Roelandts)       | Thomas Lövkvist                     | Jürgen Roelandts                      | Théo Vimpère                              | Diego Rosa                                 | IAM                       |
| Clasificación final                | Thomas Lövkvist                     | Jürgen Roelandts                      | Théo Vimpère                              | Diego Rosa                                 | IAM                       |

## Robo de bicicletas
Durante la madrugada del 9 de febrero de 2013, un grupo de ladrones movieron el coche del equipo Garmin Sharp y lograron abrir el autobús del equipo, del que robaron mucho material, entre ellas 16 bicicletas, valorado todo en 250.000 euros. A pesar de las ofertas mostradas por otros equipos en dejar sus bicicletas, el equipo estadounidense decidió no tomar parte en la salida de la 4.ª etapa.